# Drum național 76
Der Drum național 76 (rumänisch für „Nationalstraße 76“, kurz DN76) ist eine Hauptstraße in Rumänien. Die Straße bildet zugleich einen Teilabschnitt der Europastraße 79.

## Verlauf

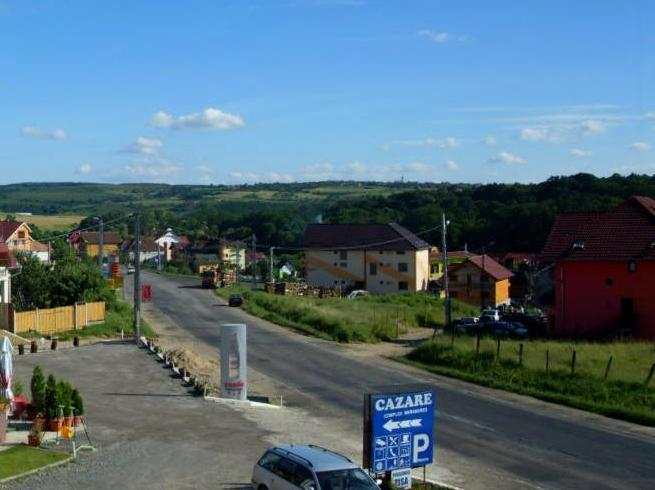
Die Straße in Baile Felix südlich von Oradea

Die Straße zweigt in der Gemeinde Șoimuș (Falkendorf) nordwestlich von Deva vom Drum național 7 (Europastraße 68) ab, quert das derzeitige (2016) Ende der Autostrada A1 und verläuft in nordwestlicher Richtung über die Stadt Brad, wo der Drum național 74 nach Alba Iulia (Karlsburg) abzweigt, und weiter im Tal des Crișul Alb (der Weißen Kreisch) durch die Munții Zarandului  nach Vârfurile, wo der dem Crișul Alb weiter folgende Drum național 79A nach Westen abzweigt. Die Straße wechselt nun in das Tal des Crișul Negru (Schwarze Kreisch) und führt über Vașcău nach Lunca, wo der Drum național 75 nach Osten in das Apuseni-Gebirge abgeht. Unmittelbar nördlich von Lunca wird die Stadt Ștei erreicht. Die Straße verlässt in Beiuș den Crișul Negru und führt in nordwestlicher Richtung weiter über Sâmbăta nach Oradea (Großwardein), wo sie auf den Drum național 1 (Europastraße 60) trifft und an diesem endet.
Die Länge der Straße beträgt rund 184 Kilometer.